# Перминов, Пётр Романович
Пётр Романович Перминов (Пустой шаблон {{ВД-Преамбула}} ) — советский военный и государственный деятель, организатор сталинских репрессий и участник партизанского движения в Великой Отечественной войне. Член КПСС.

## Биография
Родился в 1906 году в селе Карасукское (Карасуцкое тож) Тюкалинского  уезда Тобольской губернии Российской Империи (ныне пос. Краснозёрское Краснозёрского района Новосибирской области России). 
В 1920—1926 гг. — почтовый рассыльный, доброволец РККА, технический сотрудник угрозыска, секретарь президиума уездного комитета крестьянской взаимопомощи, секретарь окружного отдела народного образования.
В 1926—1939 гг. — помощник уполномоченного, уполномоченный Каменского окротдела ПП ОГПУ, начальник Каменского РАП ПП ОГПУ ЗСК, начальник СПО, врид начальника Нарымского оперсектора ОГПУ, начальник СПО Барнаульского оперсектора ОГПУ-НКВД, начальник Немецкого райотдела, начальник Бийского райотдела, начальник 4-го отделения СПО, уполномоченный УГБ по Куйбышевскому кусту и начальник Куйбышевского оперсектора УНКВД ЗСК, начальник СПО УНКВД по Алтайскому краю, врид начальника УНКВД по Алтайскому краю, заместитель начальника УНКВД по Алтайскому краю.
Один из организаторов Таловской трагедии.
В 1939 году арестован, в 1941 году приговорен к ВМН. 23 июня 1941 года Верховным Судом СССР приговор отменен, дело отправлено на новое рассмотрение. В 1942 году приговорен к 10 годам ИТЛ с отсрочкой и отправкой на фронт.
Участник Великой Отечественной войны: командир партизанской разведывательной опергруппы, комиссар партизанского отряда «Олимп», командир отряда, заместитель начальника опергруппы НКГБ СССР в составе чехословацкого подполья под командованием Ивана Золотаря
В послевоенное время — начальник отдела кадров ЦНИИ МПС СССР.
Постановлением Госсовета ПНР от 17.01.1964 за номером 0/27 был удостоен Золотого Креста Virtuti Militari.
Умер в 1977 году в Москве.

## Награды
- Орден Красного Знамени
- Орден Красной Звезды (19.12.1937, 05.11.1944, 04.12.1945)